# Grants Brook (dopływ East River of Pictou)
Grants Brook – strumień (brook) w kanadyjskiej prowincji Nowa Szkocja, w hrabstwie Pictou, płynący w kierunku południowym i uchodzący do East River of Pictou; nazwa urzędowo zatwierdzona 20 kwietnia 1976.